# Несвадба, Йозеф
Йо́зеф Несва́дба (чеш. Josef Nesvadba; 19 июня 1926, Прага — 26 апреля 2005, Прага) — чешский писатель-фантаст, переводчик, сценарист, врач-психиатр.

## Творчество
Выступил на литературной арене в качестве переводчика в 1946-1948 гг. Затем писал пьесы для театра и телевидения. В 1958 выпустил первый сборник фантастических рассказов «Смерть Тарзана». За ним последовали сборники «Мозг Эйнштейна» (1960, русский перевод 1965), «Поездка в обратном направлении» (1962). Рассказы «Смерть Тарзана» и «Идиот из Ксенемюнде» были экранизированы в ЧССР. Помимо фантастики писал детективные и приключенческие произведения: «История золотого Будды» (1959), «Диалог с доктором Донгом» (1964) и др. В его творчестве характерен интерес к социально-философской проблематике.
Произведения переведены на английский, болгарский, венгерский, грузинский, китайский, корейский, монгольский, немецкий, польский, румынский, русский, сербско-хорватский, словацкий, украинский, французский, японский языки.
В СССР произведения выходили в книжных сериях: Библиотека современной фантастики, Зарубежная фантастика, Мир приключений.

## Избранная библиография
- Мозг Эйнштейна. Рассказы. — М.: Мир, 1965. — 392 с.
- Рассказы // Фантастика чехословацких писателей. — М.: Правда, 1988. — Тираж 700 000 экз. — (Мир приключений). — С. 179—336.

## Награды
- Лауреат премии Еврокон (1984).